# Puchenii Mari
Puchenii Mari község Prahova megyében, Munténiában, Romániában.  A hozzá tartozó települések: Miroslăvești, Moara, Odăile, Pietroșani, Puchenii Mici és Puchenii-Moșneni.

## Fekvése
A megye déli részén található, a megyeszékhelytől, Ploieşti-től, tizenöt kilométerre délre, a Prahova folyó és a Viisoara, Leaot valamint a Recile patakok mentén, sík területen.

## Történelem
A 19. század végén a mai község területe több község között volt felosztva, melyek mindegyike Prahova megye Crivina járásához tartozott.
- Puchenii Mari község Crivina járás központja volt, 896 lakossal. Hozzá tartozott egy iskola valamint két templom, az egyiket 1861-ben szentelték fel, a másikat pedig 1742-ben.
- Pietroșani községnek 847 lakosa volt, a tulajdonában volt egy iskola valamint egy 1760-ban felszentelt templom, melyet 1865-ben felújítottak.
- Puchenii Mici községhez tartozott Odăile falu is, lakossága 641 főt számlált. A településen volt egy iskola valamint egy templom.
- Pucheni-Miroslăvești községnek 689 lakosa volt és a tulajdonában volt egy iskola.
- Puchenii Moșneni községnek 746 lakosa volt, hozzá tartozott egy iskola valamint egy 1884-ben felszentelt templom.

A 20. században fokozatosan egyesítették ezen községeket. Így 1925-ben Puchenii Mici községet megszüntették és Puchenii Mari-hoz csatolták, az így létrehozott község a Puchenii Crainici nevet vette fel. Ugyanekkor Puchenii-Miroslăvești községet Puchenii Moșneni-hez csatolták.
A két világháború között ezen települések a Prahova megyei Câmpul járáshoz tartoztak, Puchenii Mari község ekkor a Pucheni nevet viselte és a járás központja volt.
1950-ben közigazgatási átszervezés alapján, a Prahova-i régió Ploiești rajonjához kerültek, majd 1952-ben a Ploiești régióhoz csatolták őket.
1968-ban ismét megyerendszert vezettek be az országban, ekkor alakították ki Puchenii Mari község mai határait.

## Lakossága
A nemzetiségi megoszlás a következő:
| 2002     | 2002 | 2002   |
| -------- | ---- | ------ |
| Románok  | 9005 | 99,95% |
| Magyarok | 1    | 0,01%  |
| Ukránok  | 1    | 0,01%  |
| Németek  | 1    | 0,01%  |
| Törökök  | 1    | 0,01%  |
| Összesen | 9009 | 100,0% |